# Master Cheng in Pohjanjoki
Master Cheng in Pohjanjoki ist ein Spielfilm des finnischen Regisseurs Mika Kaurismäki aus dem Jahr 2019. Der Film lief am 30. Juli 2020 in den deutschen Kinos an.

## Inhalt
In der von der alleinstehenden Sirkka geführten Imbissstube im finnischen Dorf Pohjanjoki findet sich der Chinese Cheng mit seinem etwa zwölfjährigen Sohn Niu Niu ein und erkundigt sich nach einem Mister Fongtron, den jedoch niemand kennt. Er möchte diesen Fongtron in einer wichtigen Sache aufsuchen, über die er Stillschweigen bewahrt. Einige vermuten kriminelle Machenschaften, darunter zwei Polizeibeamte, die regelmäßig in dem Imbiss essen. Sirkka bietet Cheng ein heruntergekommenes Haus als provisorische Unterkunft an.
Als eine Busladung chinesischer Touristen im Dorf strandet, bietet Cheng spontan an, die Reisenden adäquat zu versorgen. Wie sich herausstellt, ist er ein professioneller Koch. In der Küche bereitet er mit einfachen Mitteln chinesische Nudelsuppe zu, die den Touristen ausgezeichnet schmeckt. Als sich herumspricht, dass das von Cheng zubereitete Essen auch bei Verdauungs- und Regelbeschwerden hilft und sogar die Leiden des krebskranken Mannes Romppainen lindert, wächst die Stammkundschaft ständig. 
Doch Chengs Privatleben bleibt verborgen, und erst langsam erfährt Sirkka, dass er in Shanghai ein erfolgreiches Restaurant führte, das er verkauft hat, um einen in Pohjanjoki lebenden Wohltäter auszuzahlen, der ihm in einer Lebenskrise nach dem Unfalltod seiner Frau großzügig geholfen hat. Mit „Fongtron“ ist tatsächlich Pekka Forsström gemeint, der einige Jahre zuvor verstorben ist.
Mit Sirkkas Hilfe überwindet auch Niu Niu langsam sein Heimweh und findet Anschluss an die Gemeinschaft der Dorfkinder. Während Cheng und Sirkka sich langsam näherkommen, wird Cheng in finnische Gebräuche eingeführt: Feiern auf dem See, Sauna und Tangotanzen.
Als die zwei Polizisten darauf drängen, dass Cheng abreisen muss, da sein Visum abgelaufen ist, kommt es offenbar (im Film nicht gezeigt) zu einer Aussprache zwischen Cheng und Sirkka. Sie heiraten in China, um dann nach Finnland zurückzukehren, das Cheng wie ein Paradies vorkommt.

## Rezeption

### Auszeichnungen
Bei den Nordischen Filmtagen Lübeck 2019 erhielt der Film den von den Lübecker Nachrichten gestifteten Publikumspreis.

### Kritik
Das Lexikon des internationalen Films vergibt drei von fünf Sternen und sieht in dem Film  eine „[l]eise Culture-Clash-Komödie um innerlich verletzte Menschen, deren Geheimnis sich erst allmählich lüftet.“